# 马贯
马贯（1539年—1594年），字道卿，號文泉，南直隶苏州府吴江县人，民籍，明朝政治人物、同進士出身。

## 生平
應天府乡试第十六名举人，萬曆二年（1574年）甲戌科會試第二百三十名，三甲二十一名進士。授九江府推官，七年分校省试，擢刑部主事，奉使審决淮扬，升本部员外郎，丁父忧归。服阕，仍补刑部，萬曆十八年，接替范梅任兴化府知府一职，万历二十年由陈玉庭接任。二十二年卒，享年五十六。

## 家族
曾祖馬敬。祖父馬骢。父馬乾。母汝氏，継母王氏。严侍下。兄馬賢。